# Liedekerke
Liedekerke ist eine belgische Gemeinde mit 14.013 Einwohnern (Stand 1. Januar 2024) in der Region Flandern am rechten Ufer der Dender.

## Lage
Von Liedekerke aus liegt Aalst acht Kilometer (km) nordwestlich, das Stadtzentrum von Brüssel etwa 20 km östlich und Gent 30 km nordwestlich.

## Verkehr
Der nächste Autobahnanschluss befindet sich bei Affligem an der A 10/E 40. 

Die Gemeinde besitzt einen Regionalbahnhof an der Bahnlinie Gent-Brüssel; ein weiterer befindet sich in Okegem an der Strecke Aalst-Geraardsbergen.
Der Flughafen Brüssel National nahe der Hauptstadt ist der nächste internationale Flughafen.

## Städtepartnerschaft
Mit der deutschen Stadt Steinfurt in Nordrhein-Westfalen besteht eine Städtepartnerschaft.

## Weblinks

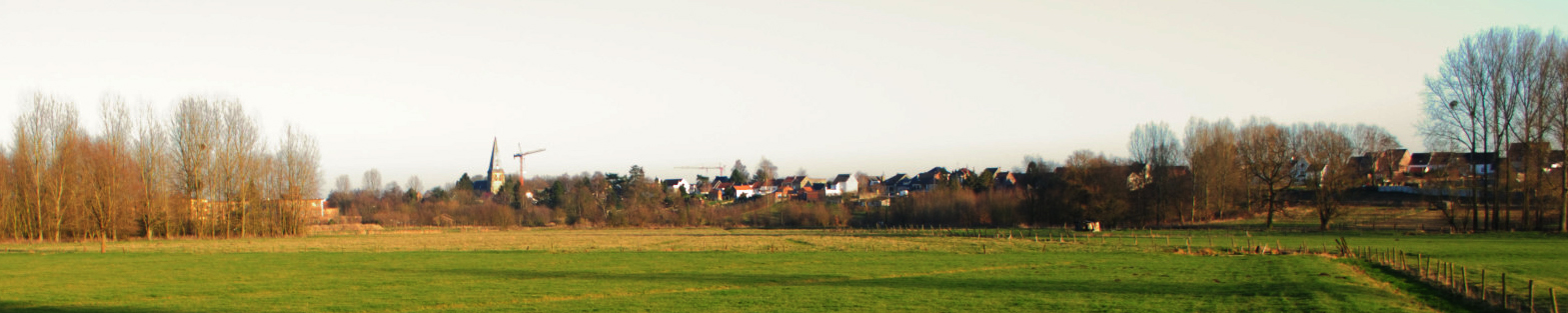
Liedekerke von der Dender aus gesehen